# 윤장배
윤장배(尹彰培, 1951년 11월 22일~)는 전라남도 광양에서 출생한 대한민국의 공무원이다. 본관은 해남(海南).

## 생애

### 주요 이력
- 1978년 제22회 행정고시 합격
- 1979년~1991년 농림수산부 행정사무관
- 2005년~2006년 농림부 농업통상정책관
- 2007년~2010년 농수산물유통공사 사장

### 일생
본관은 해남(海南)이며 서울중앙고등학교를 졸업하고 1970년에 서울대학교 축산학과에 입학하였으나 1975년 9월 서울대학교 농과대 3학년 때 중도에 그만두고 1976년 단국대학교 행정학과에 다시 입학하였다.
재학 중이던 1978년에 제22회 행정고시에 합격하고 1979년부터 농림수산부 행정사무관, 駐이탈리아대사관 농무관을 거쳐 농림수산부 국제협력과 법무담당관으로 근무하였고 농림수산부 무역진흥과장, 농정기획과장, 식량정책과장으로 재직하다가 UN국제농업개발기금(IFAD)에서 이탈리아로 파견되어 2년간 근무하였다.
이후 농림부 공보관, 식량생산국장, 국제농업국장 등을 거쳐 농림부 농업통상정책관으로 근무하고 2006년 2월부터 2007년 10월까지 대통령비서실 농어촌비서관으로 영입되었다. 2007년 11월 농수산물유통공사(aT) 사장으로 임명되었고, 2010년 11월 퇴임하였다.
2010년 국정감사에서 국회 농림수산식품위원회 소속 류근찬 의원(자유선진당)의 지적에 의해 한식세계화 사업의 일환으로 교촌치킨에 10억원을 지원한 것이 논란이 되었고 농산물 불공정거래 업체 등을 공개를 안해 빈축을 사었지만 농수산물유통공사(aT) 사장으로 3년간 재직하며 여러 업체와 농수산물 유통구조개선 위해 협력 체결, 스마트폰으로 모든 농수산물을 비교하면서 구매가 가능해진 모바일 농수산물 거래소 구축 등 농수산물 수출 및 가격안정, 유통개선과 식품산업 육성을 소신있게 이끌었다는 평가이다.
2011년 3월 2일 전북대학교 동물소재공학과 교수로 임용됐다.

## 학력
- 중앙고등학교 졸업(1970년)
- 서울대학교 축산학과 중퇴(1975년)
- 단국대학교 행정학과 학사(1979년)
- 미국 펜실베이니아 대학교 대학원 경제학 석사(1986년)

## 경력
- 1978 : 제22회 행정고시 합격
- 1979 ~ 1991 : 농림수산부 행정사무관
- 1992 : 농림수산부 법무담당관
- 1995 : 농림수산부 무역진흥과 과장
- 1997 : 농림수산부 농정과 과장
- 1998.05 ~ 2000.06 : 국제농업개발기금 근무
- 2001.05 ~ 2002.04 : 농림부 공보관
- 2002.04 ~ 2003.01 : 농림부 식량생산국 국장
- 2004.02 ~ 2005.01 : 농림부 국제농업국 국장
- 2005.01 ~ 2006.02 : 농림부 농업통상정책관
- 2006.02 ~ 2007.10 : 대통령비서실 농어촌비서관
- 2007.11 ~ 2010.11 : 농수산물유통공사 사장
- 2011.03 ~ : 전북대학교 동물소재공학과 교수

## 상훈
- 1981 대통령 표창
- 2002 홍조근정훈장

## 에피소드
서울대 농업생명과학대학 재학시 록밴드 동아리 ‘샌드페블즈(‘모래와 자갈’이라는 뜻)’는 1971년 윤장배의 주도로 창단됐다. 40년 후 윤장배는 2011년 11월 12일 창단 당시 멤버들과 후배들을 이끌고 서울대 문화관 대강당에서 창단 40돌 기념콘서트를 열었다. 1970년 창단한 샌드페블즈는 1977년 제1회 MBC 대학가요제에서 <나 어떡해>라는 곡으로 세상에 알려진 이후 40년간 후배 기수의 가수들이 1,200회 이상의 공연을 해가며 노련한 실력을 뽐내고 있다.
농림부 국제농업국장, 농업통상정책관, 대통령비서실 농어촌비서관, aTaT 사장 등을 역임한 윤장배는 현재 전북대 농업생명과학대학 동물소재공학과 교수로 재직중이다. 또한 윤장배의 1년 후배는 이수만 현 SM 엔터테인먼트 이사이고, 가수 비를 발굴한 박진영 JYP 엔터테인먼트 대표의 외삼촌이기도 하다.